# Ametistguldvinge
Ametistguldvinge, Lycaena alciphron, är en fjärilsart i familjen juvelvingar.
Vingbredden varierar mellan 30 och 35 millimeter, på olika individer.

## Beskrivning
Hanen är på ovansidan kopparorange och lilaskimrande med mörka fläckar. Honan är lik hanen på ovansidan med saknar den lila färgen. Båda könen har grå undersida, något orangetonad på framvingarna, med mörka fläckar. Larven är grön och blir upp till 20 millimeter lång.
Värdväxter för ametistguldvingen är olika arter i skräppsläktet (Rumex), till exempel ängssyra (Rumex acetosa).

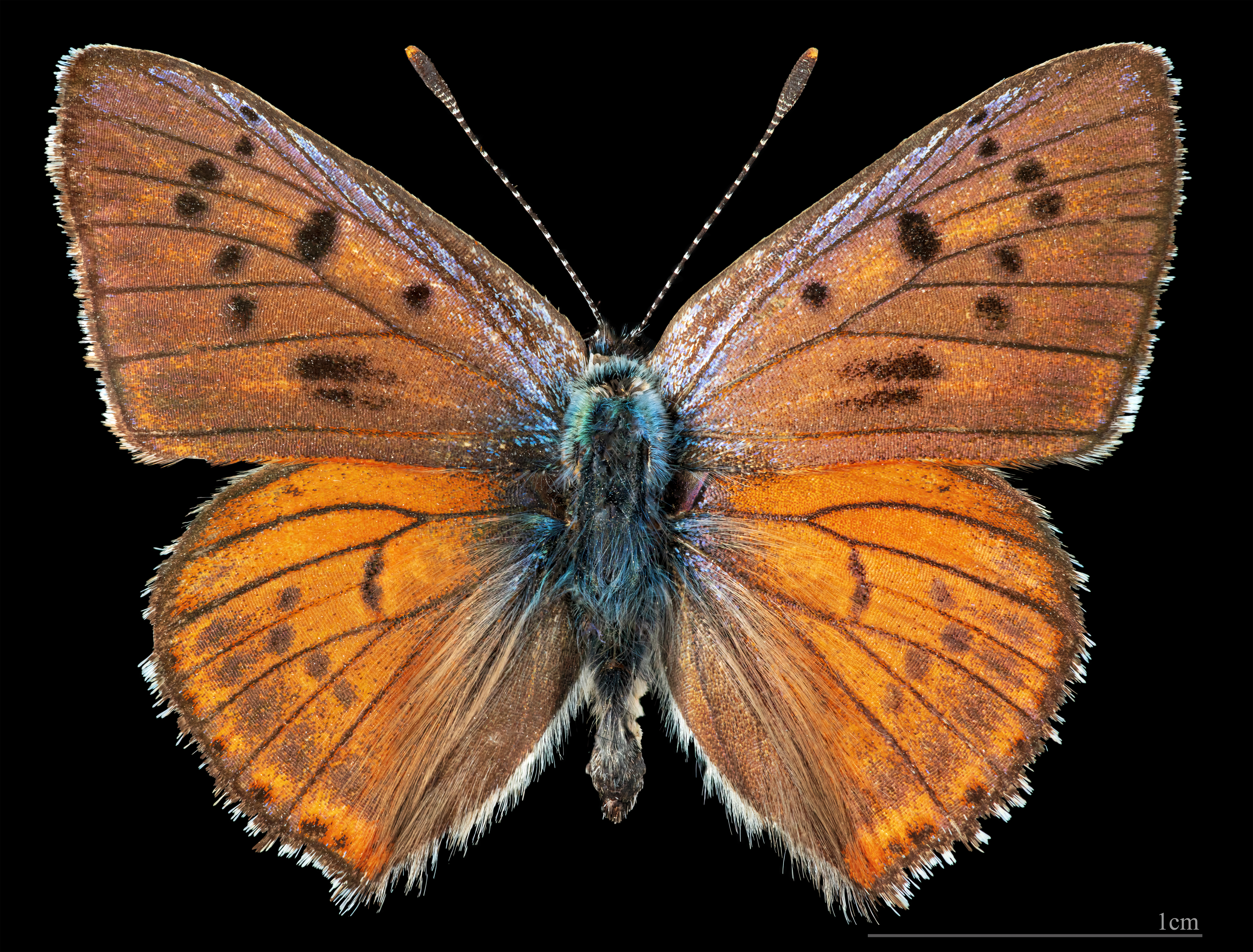
Lycaena alciphron ♂
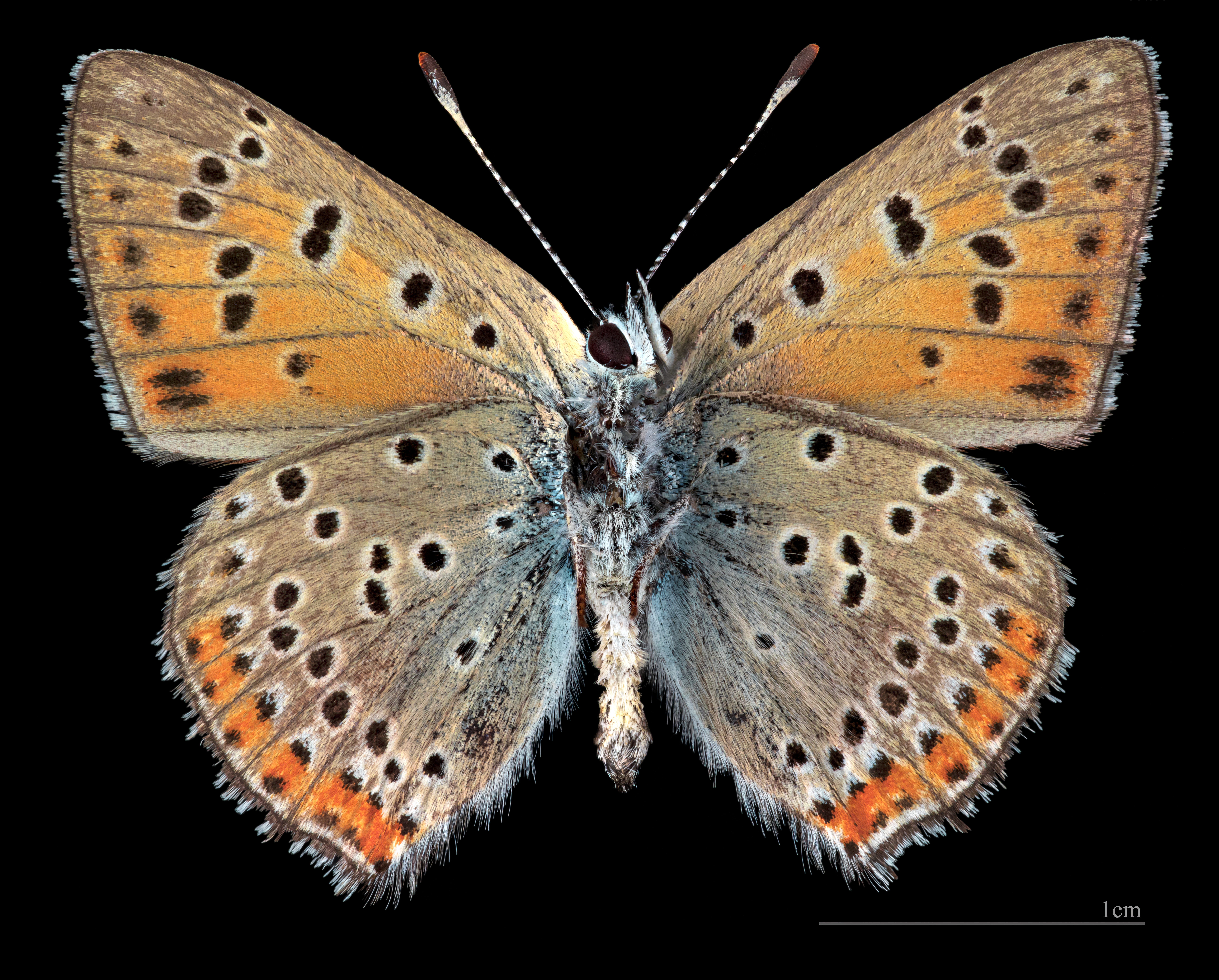
Lycaena alciphron ♂   △

## Utbredning
Ametistguldvingen förekommer i flera underarter och dessa har olika utbredningsområden i de tempererade delarna i Europa och Asien. Den finns i större delen av Europa, utom de nordligaste delarna samt brittiska öarna.